# یاندره سیمولیتر
یاندره سیمولیتر (به انگلیسی: Yandere simulator, به ژاپنی: ヤンデレシュミレーター) یک بازی ویدئویی اکشن مخفی کاری است که هم‌اکنون در حال توسعه است و توسط یاندره‌دِو در سال ۲۰۱۴ منتشر شده‌است. شخصیت اصلی بازی یک دختر جوان به نام «آیانو آیشی» و معروف به «یاندره چان» است. به عنوان یک اصطلاح ژاپنی، «یاندره» برای توصیف شخصیت‌هایی استفاده می‌شود که می‌توانند برای رسیدن به شخص مورد علاقه خود هر کاری انجام دهند و در صورت لزوم کسی را بکشند.

## داستان و گیم پلی

یاندره چان (آیانو آیشی) با سلامت عقلی بالا (تصویر بالا) و سلامت عقلی پایین (تصویر پایین). اجرای قتل منجر به از دست دادن سلامت عقلی می‌شود و یاندره چان را به طور فزاینده ای آشفته و بی‌ثبات به نظر می رساند، گرافیک و موسیقی پس زمینه بازی نیز این تغییر را منعکس می‌کند.

بازیکن شخصیت اصلی بازی آیانو آیشی (یاندره چان) را کنترل می‌کند. آیانو کسی است که دیوانه وار عاشق شخصیتی به نام تارو یامادا معروف به «سنپای» می‌شود و می‌تواند برای رسیدن به او هر راهی را امتحان کند. در طول بازی، آیانو از شخصی مرموز کمک می‌گیرد که خود را «اینفو چان» معرفی می‌کند و چیز دیگری در مورد آن نمی‌داند. این کمک‌ها این می‌تواند سلاح، برنامه، اقلام یا سایر خدمات باشد. اما در عوض، او باید از دانش آموزان مختلف دختر در مدرسه عکس زیر دامن گرفته و آنها را برای اینفو چان ارسال کند. به این ترتیب، اینفو چان در مورد دانش‌آموزان مختلف برگ برنده‌ای خواهد داشت. بدین ترتیب تبادل بین آیانو و اینفو چان تکمیل می‌شود.
در حالی که بازیکن آیانو را کنترل می‌کند، باید از دیده شدن توسط دیگر شخصیت‌های بازی و شخصی که در زمان ارتکاب جنایت شاهد جرم است، خودداری کند.
با پیوستن به کلوپ‌های مختلف در طول مدرسه، می‌توان به مواردی که به‌طور معمول مجاز نیستند دسترسی پیدا کرد. با شرکت در کلاسها و گذراندن دروس مختلف، آنها همچنین می‌توانند مهارتهای بیشتری در مهارت ارتکاب جنایت یا قتل، یا منحرف کردن شک و تردید از خود کسب کنند.
این بازی در حال رفع اشکال و توسعه است؛ بنابراین، بسیاری از ویژگی‌ها در بازی موجود نیستند و هنوز راهی برای پیروزی در بازی وجود ندارد. در به روزرسانی نوامبر ۲۰۱۶، ۲ حالت جدید «پوز مود» و «میشن مود» در کنار حالت بازی معمولی اضافه شدند.